# Нечітка кластеризація
Нечітка кластеризація — це клас алгоритмів кластерного аналізу, в яких розподіл точок даних для кластеризації є не «чітким» («0 або 1», «так або ні»), а «нечітким» (в тому ж значенні, що й у нечіткій логіці).

## Пояснення кластеризації
Кластеризація даних є процесом розподілу елементів даних на класи або групи так, що елементи в одному класі є якомога близькими, а елементи різних класів є настільки різнорідними, наскільки це можливо. Залежно від характеру даних та мети кластеризації можуть використовуватися різні міри подібності для розміщення елементів в класах, причому міра подібності визначає самі кластери. Приклади мір, які можуть бути використані для кластеризації, включають відстань, зв'язок та інтенсивність.
У жорсткій кластеризації, дані розділені на окремі кластери, де кожен елемент даних належить одному кластеру. В нечіткій кластеризації (тж. м'якій кластеризації), елементи даних можуть належати до більш ніж одного тематичного напряму, і з кожним елементом множини пов'язана функція належності до кожного кластеру. Вона вказує на силу зв'язку між цим елементом даних і конкретною групою. Нечітка кластеризація є процесом присвоєння цих мір належності та їх використання для визначення складу кожного з кластерів.